# Massimo De Vita

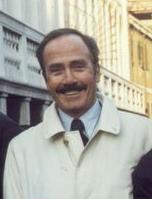
Massimo De Vita 1990

Massimo De Vita (* 29. Mai 1941 in Mailand) ist ein italienischer Comiczeichner und -Autor.

## Biografie
Massimo De Vita wurde als Sohn von Pier Lorenzo De Vita geboren. Seine Zeichnerkarriere begann 1958 im Studio der Brüder Pagot, das in Deutschland vor allem durch die Zeichentrickserie Calimero bekannt ist. 1959 arbeitete er erstmals für Topolino, zunächst an Titelbildern, dann an Disney-Comics, anfangs zusammen mit seinem Vater. Der ersten Teamarbeit Onkel Dagobert und der Schatz des Käpt’n Kidd von 1961 (deutsche Veröffentlichung im Lustigen Taschenbuch (LTB) Nr. 10) folgten noch einige weitere, aber schon im selben Jahr war der Sohn auch solo aktiv. Die älteste in Deutschland veröffentlichte, vollständig von Massimo de Vita gezeichnete Geschichte ist Onkel Dagobert sieht alles (1963, deutsch in LTB Nr. 28), zeichnerisch noch stark von de Vita senior beeinflusst.
In den 1960er-Jahren galt er als ein geschätzter Zeichner. In den 1970er-Jahren erfuhr er einen großen Popularitätsschub, nachdem Guido Martina ihn zum Hauptzeichner von Phantomias auserkoren hatte und mit ihm fast alle der klassischen Episoden mit dieser Figur realisierte. In den 1980er und 1990er Jahren schließlich sorgten vor allem die oft in Zusammenarbeit mit Giorgio Pezzin entstandenen Maus-Comics dafür, dass De Vita nunmehr in einem Atemzug mit Scarpa, Carpi und Cavazzano genannt wurde.
Sporadisch auch als Autor tätig, erfand der Zeichner 1979 für die Geschichte Der geheimnisvolle Kontinent Mu die Figur des Professor Zapotek, dem sich 1985 in Das Geheimnis der Mona Lisa dessen Kollege Marlin hinzugesellte. Diese von Bruno Concina geschriebene Geschichte leitete den sehr erfolgreichen Zyklus der Zeitmaschinen-Geschichten ein, in denen Micky und Goofy Forschungsreisen für dieses ungleiche Professorenpaar unternehmen. De Vita steuerte die Zeichnungen zu elf Episoden bei, darunter Atlantis, der versunkene Kontinent, Attila der Hunnenkönig, Wissen ist Macht und Die rätselhafte Pyramide. Ein Großteil von De Vitas Comics entstand tatsächlich auf Reisen, da er seine Utensilien überallhin mitnahm.
Ein weiteres wichtiges Werk im Schaffen De Vitas ist die von 1982 bis 1984 entstandene Asgardland-Saga (mit einer Nachzügler-Geschichte aus dem Jahr 1993), die er zeichnete und textete. Die ursprüngliche Trilogie gilt als eine der besten Geschichten der italienischen Disney-Comics der 1980er-Jahre. Die späteren, in Zusammenarbeit mit Giorgio Pezzin entstandenen Zyklen Es war einmal in Amerika (1994–99) und Die Mauserchroniken (1999–2002) waren weniger erfolgreich, die Chroniken sind in Deutschland noch nicht vollständig veröffentlicht.
De Vita gab den Charakter Phantomias in den 1990er Jahren auf und wandte sich stattdessen mit Indiana Goof einer Figur aus dem Maus-Universum zu, die er bis zu seinem Ruhestand zeichnete. Ansonsten arbeitete er seit 2003 oft mit dem Autor Casty zusammen.
Nach eigener Angabe hörte De Vita bereits 2018 auf zu zeichnen, bekannt gab er dies allerdings erst 2020 (nachdem bereits Luciano Gatto von der italienischen Topolino-Redaktion „fallen gelassen“ wurde) und berichtete von Querelen mit der Redaktion.

## Werke
- Der Superchampion (1966, mit Gian Giacomo Dalmasso, LTB 34)
- Donald auf Neptuns Spuren (1969, mit Rodolfo Cimino, LTB 27)
- Das Allheilmittel (1971, mit Abramo Barosso und Gian Paolo Barosso, LTB 33)
- Wettstreit der Milliardäre (1975, mit Carlo D’Alba, DD 82)
- Wasserspiele (1976, mit Alfredo Castelli, DD 144)
- Das Geheimnis des Bermuda-Dreiecks (1977, mit Alfredo Castelli, LTB 141)
- Die verschwundenen Badegäste (1978, mit Giorgio Pezzin, DD 80)
- Das Geheimnis der gestohlenen Autos (1979, mit Anne-Marie Dester, LTB 84)
- Der geheimnisvolle Kontinent Mu (1979, auch als Autor, LTB 141)
- Der Kampf der Kunstbanausen (1980, mit Giorgio Pezzin, LTB 126)
- Die schwimmenden Felder (1981, mit Giorgio Pezzin, LTB 83)
- Das Erbe des Boy Bongo (1981, auch als Autor, LTB 121)
- Das Geheimnis von Psathoúra (1982, auch als Autor, LTB 136)
- Die elektronische Revolution (1983, mit Giorgio Pezzin, LTB 118)
- Topolino e la „pietra di saggezza“ (1983, auch als Autor)
- Das Haus der Zukunft (1984, mit Giorgio Pezzin, DD 396)
- Die Hochzeit von Dagobert Duck (1984, auch als Autor, Disney Paperback Edition 2)
- Der Rasterax 2000 (1984, mit Giorgio Pezzin, LTB 135)
- Weihnachtsmann in Nöten (1985, mit Luigi Mignacco, OD 4)
- Treff in Transsilvanien (1986, mit Claudia Salvatori, DD 382)
- Nur wer die Sehnsucht kennt (1988, mit Massimo Marconi, LTB 134)
- Die „Große Heldentat“ (1988, mit Giorgio Pezzin, DD 408)
- Ein Tag ohne Worte (1988, mit Bruno Sarda, DD 419)
- Der Tierkreisstein (1990, mit Bruno Sarda sowie Co-Zeichner Franco Valussi, LTB 156 und 157)
- Die Intergalaktische Friedensflotte: Der Allmeister rettet die Welt (1991, mit Giorgio Pezzin, LTB 164)
- Kampf der Galaxien: Die Geheime Garnison (1991, mit Giorgio Pezzin und Manuela Marinato, LTB 168)
- Das Tal der sieben Sonnen (1992, auch als Autor, LTB 176)
- Das Geheimnis der Wanderinsel (1992, mit Bruno Sarda, LTB 181)
- Abenteuer in Absurdistan (1993, mit Bruno Sarda, LTB 189)
- Kosmische Zeitsprünge (1993, mit Alessandro Sisti, LTB 191)
- Das Elixier der ewigen Jugend (1993, mit Carlo Panaro, LTB 194)
- Das Geheimnis des 313 (1995, mit Fabio Michelini, LTB 220)
- Der unglaubliche Wladimir (1997, mit Tito Faraci, LTB 252)
- Die Unglücksglocke vom Krähenfels (2000, mit Carlo Panaro, LTB 301)
- Schatzsuche in der Alligatorbucht (2000, mit Bruno Sarda, LTB Maus-Edition 1)
- Micky Maus und der König von Amerika (2001, auch als Autor, Carl Barks – Der Vater der Ducks)
- Der sagenhafte Superjux (2004, mit Casty, LTB 349)
- Wer kommt mit nach Guazzabu? (2005, mit Casty, LTB Maus-Edition 1)
- Spiel auf Zeit (2005, mit Casty, LTB 360)
- Der Odem von Orkus (2014, mit Casty, LTB 516)
- Der Spielverderber (2018, mit Vito Stabile, LTB 523)

### Alle von Massimo de Vita gezeichneten Phantomias-Geschichten (1971–93)
(Autor: Guido Martina, sofern nicht anders angegeben)
- Phantomias ist wieder da! (1971, LTB 44)
- Phantomias übertrifft sich selbst (1971, LTB 41)
- Phantomias ist phänomenal (1971, LTB 44)
- Das Drei-Türme-Kastell (1972, LTB 57)
- Phantomias und die schlafende Schöne (1972, LTB 57)
- Paperinik allo sbaraglio (1973)
- Die Abhöraffäre (1973, LTB 102)
- Die Pyramide des Cheopsele (1974, LTB 337)
- Paperinik e il dramma ciclico (1974)
- Der eingebildete Kranke (1974, LTB 149)
- Die Gedankenuhr (1975, LTB 129)
- Der Millionentaler (1975, LTB 369)
- Die Intelligenzsperre (1976, mit Antonio Bellomi, DD 68)
- Machtkampf um den Nordend-Sumpf (1977, LTB 128)
- Mein Freund Phantomias (1977, DD 63, sowie LTB Enten-Edition 22)
- Grimmbarts Schatz (1977, DD 76, sowie LTB Enten-Edition 4)
- Entführungsängste (1978, LTB 125)
- Der Liebling der Damen (1978, mit Giorgio Pezzin, DD 115, sowie LTB Enten-Edition 8)
- Eine siegreiche Niederlage (1978, LTB Exklusiv 2)
- Der Mann auf dem Mondstrahl (1980, LTB 102)
- Phantomias in den Händen der Panzerknacker (1980, LTB 75)
- Entenhausen im Rock-Fieber (1981, mit Giorgio Pezzin, LTB 102)
- Der Filmstar (1984, mit Staff di IF, DD 342, sowie LTB Spezial 16)
- Phantomias und der vergessene Schrein (1986, mit Bruno Concina, LTB 121)
- Der Sieg des „Maskierten Zylinders“ (1987, mit Massimo Marconi, DD 406, sowie LTB Spezial 3)
- Der Reklamekrieg (1987, mit Giorgio Pezzin, OD 16)
- Das Superauto in Schurkenhand (1987, mit Bruno Concina, OD 37, sowie LTB Enten-Edition 8)
- Phantomias und die Sammel-„Manie“ (1988, mit Giorgio Pezzin, OD 35, sowie LTB Enten-Edition 8)
- Phantomias und die Dünnli-Diät (1989, mit Giorgio Pezzin, LTB 154)
- Kampf den Umweltsündern (1989, mit Giorgio Pezzin, OD 32, sowie LTB Enten-Edition 8)
- In größter Gefahr (1989, mit Fabio Michelini, OD 36)
- Lucius Spectaculus – Der Tierkreisstein Episode 8 (1990, mit Bruno Sarda, LTB 157)
- Der Schmutzgeier schlägt zu (1991, mit Giorgio Pezzin, LTB 164)
- Ein Sponsor für Phantomias (1993, mit Giorgio Pezzin, LTB 200)

### Asgardland-Zyklus (1982–93)
(4 Kapitel, Autor: Massimo de Vita)
- Das gläserne Schwert (1982, LTB 124)
- Das Turnier von Asgardland (1983, LTB 124)
- Die Rückkehr des Fürsten von Niflheim (1984, LTB 124)
- Der große Schlaf (1993, mit Fabio Michelini als Co-Autor, LTB Sonderband 1)

### Alle von Massimo de Vita gezeichneten Zeitmaschinen-Geschichten (1985–91)
Hauptartikel: Zeitmaschinen-Geschichten
- Das Geheimnis der Mona Lisa (1985, mit Bruno Concina, Panzerknacker & Co 9)
- Napoleons Geheimnis (1985, mit Bruno Concina, Panzerknacker & Co 12)
- Stippvisite bei den Wikingern (1986, mit Giorgio Pezzin, DD 377, die „Origin-Story“)
- Das fatale Pokalfinale (1986, mit Massimo Marconi, LTB 128)
- Das Geheimnis der Amazonen (1986, mit Bruno Concina, Panzerknacker & Co 13)
- Die Legende vom Panettone (1986, mit Bruno Sarda, LTB 131)
- Atlantis, der versunkene Kontinent (1987, mit Giorgio Pezzin, LTB 131)
- Attila der Hunnenkönig (1987, mit Giorgio Pezzin, LTB 133)
- Wissen ist Macht (1987, mit Massimo Marconi, LTB 134)
- Die zwölf Namen – Der Tierkreisstein Episode 1 (1990, mit Bruno Sarda, LTB 156)
- Die rätselhafte Pyramide (1991, mit Massimo Marconi, LTB 171)